# Bergisch-Rheinischer Wasserverband

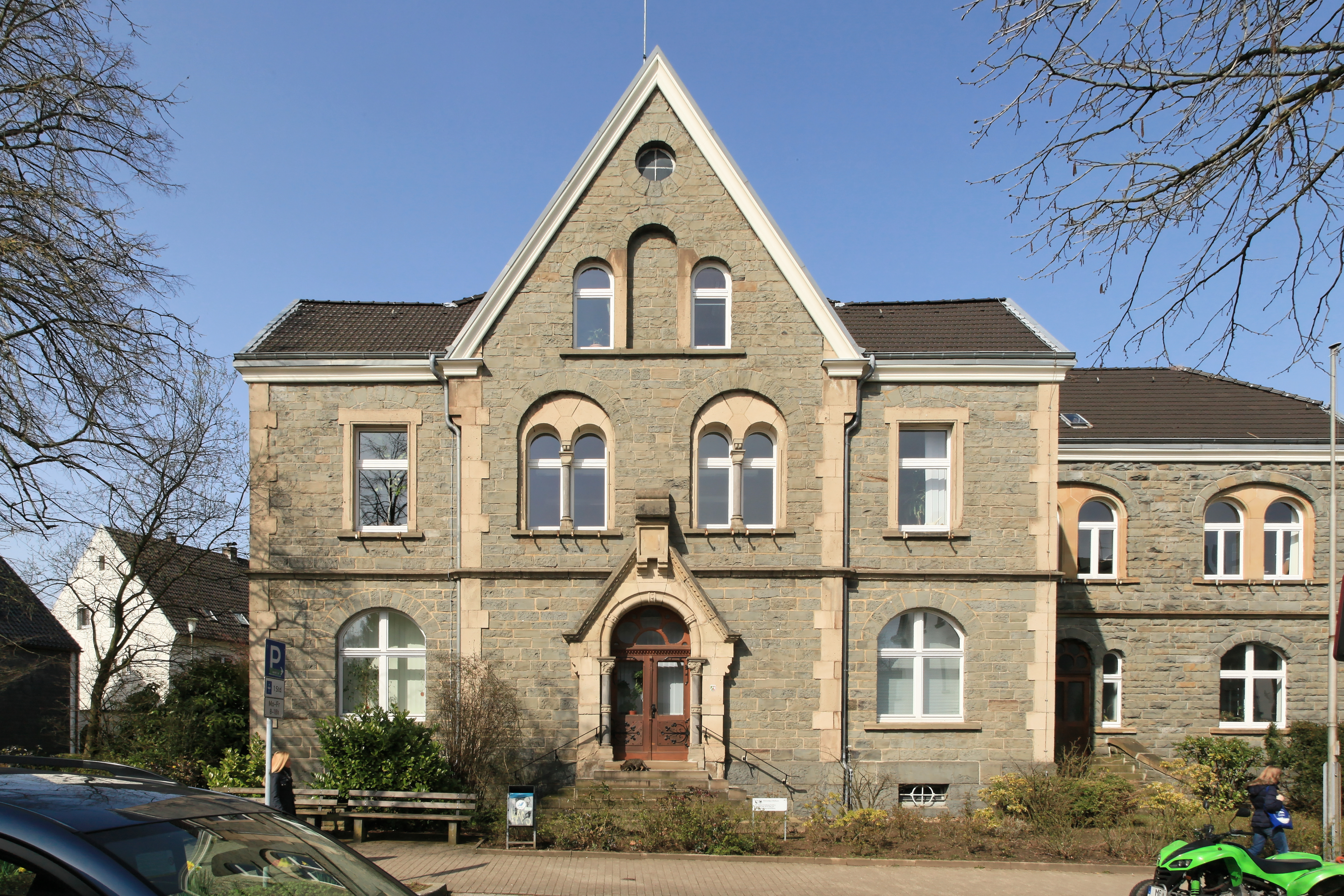
Sitz des BRW im ehemaligen Rathaus von Gruiten

Der Bergisch-Rheinische Wasserverband  (kurz: BRW) ist ein Wasser- und Bodenverband in Nordrhein-Westfalen mit Sitz östlich von Düsseldorf in Haan-Gruiten. In der Rechtsform als Körperschaft des öffentlichen Rechts ist er zuständig für die regionale Wasserwirtschaft in Form der Abwasserreinigung und der Entwicklung der Gewässer im Verbandsgebiet zwischen Rhein, Ruhr und Wupper. Als nicht gewinnorientiertes Unternehmen erhebt er für seine wasserwirtschaftlichen Aufgaben im Rahmen einer Veranlagung Beiträge von seinen Mitgliedern. 
Finanziert werden die Aktivitäten überwiegend aus den Mitgliedsbeiträgen.
Zur gemeinschaftlichen Interessenvertretung hat sich der Verband der Arbeitsgemeinschaft der Wasserwirtschaftsverbände in Nordrhein-Westfalen angeschlossen.

## Verbandsgebiet
Das Verbandsgebiet liegt rechtsrheinisch am Übergang vom Bergischen Land zur Niederrheinischen Bucht östlich von Düsseldorf. Dabei sind die Verbandsgrenzen nicht in jedem Fall die Wasserscheiden, sondern vielfach Gemarkungsgrenzen. Der größte Teil befindet sich im Kreisgebiet von Mettmann. Im Norden grenzt es an die Stadt Duisburg und am Ostrand liegt es zum Teil auf Gebieten der Städte Solingen und Wuppertal. Insgesamt weist das Gebiet bei einer hohen Einwohnerdichte fast 600.000 Bewohner auf.
Im Nordosten befindet sich an der Ruhr ein Überlappungsgebiet von rund 113 km² mit dem Ruhrverband. In dem Bereich kommen noch weitere 100.000 Einwohner hinzu.
Im Gegensatz zu den anderen Wasserverbänden besitzt das Verbandsgebiet kein dominierendes Hauptgewässer, sondern ist gekennzeichnet durch einzelne Bäche, die dem Rhein oder der Ruhr zulaufen. Im Einzelnen sind dies: Dickelsbach, Angerbach, Schwarzbach, Düssel, Itter und Garather Mühlenbach sowie im Überlappungsgebiet Rinderbach, Hesperbach und Deilbach.
| Kennzahlen BRW @2024      | Kennzahlen BRW @2024 |
| ------------------------- | -------------------- |
| Verbandsgebiet            | rd. 550 km²          |
| Wasserläufe gesamt        | rd. 950 km           |
| Einwohner (E) gesamt      | 591.000 E            |
| Einwohnerdichte           | 1.140 E je km²       |
| Betriebsanlagen           |                      |
| Kläranlagen               | 22                   |
| Jahresabwassermenge       | 55 Mio. m³/Jahr      |
| Regenbecken               | 102                  |
| Hochwasserrückhaltebecken | 42                   |

## Aufgaben
Gemäß seiner Satzung hat sich der BRW folgende Aufgaben gegeben:
- Unterhaltung der fließenden Gewässer;
- Ausgleich der Wasserführung in den Gewässern und deren Ausbau;
- Abwasserbeseitigung nach Maßgabe des Landeswassergesetzes;
- Entsorgung der bei der Durchführung der Verbandsaufgaben anfallenden Abfälle;
- Schutz und Pflege des Wasserhaushalts;

Wegen der teilweisen Überlappung des Verbandsgebietes mit dem des Ruhrverbands erfolgt die Abwasserbeseitigung in diesem Teil nicht durch den BRW. Die Gewässerunterhaltung der dortigen Bäche liegt jedoch beim Verband.

## Geschichte
Der Bergisch-Rheinische Wasserverband entstand am 3. Oktober 1973 aus dem Zusammenschluss der ehemaligen Wasserverbände Itterverband und Wasserverband Düsseldorf-Mettmann. Der Itterverband war 1947 aus der Ittergenossenschaft hervorgegangen, die am 23. Januar 1923 gegründet worden war. Der zweite Wasserverband hatte sein Gründungsdatum am 26. Oktober 1957. Zusammen hatten sie 1973 15 Kläranlagen und 55 km Wasserläufe für den neuen Verband eingebracht.

## Organisation
Der BRW ist eine selbstverwaltete Körperschaft des öffentlichen Rechts. Er vertritt die Belange seiner Mitglieder im Rahmen der gesetzlichen Anforderungen. Die Rechtsaufsicht liegt beim nordrhein-westfälischen Ministerium für Umwelt, Naturschutz, Landwirtschaft und Verbraucherschutz. Organe des BRW sind:
- die Verbandsversammlung
- der Vorstand

Die Verbandsversammlung ist das oberste Beschlussorgan des Verbands und besteht aus den stimmberechtigten Mitgliedern und den Vertretern der Stimmgemeinschaften. Sie wählen den Vorstand und geben ihm Entlastung sowie beschließen den Wirtschaftsplan. Der Vorstand besteht aus dem Vorsitzenden und seinen zwei Stellvertretern sowie 15 weiteren Mitgliedern. Der Vorsitzende vertritt den Verband gerichtlich und außergerichtlich. Die laufenden Geschäfte obliegen dem Geschäftsführer, der zur Vertretung des Verbandes befugt ist. 
Verbandsmitglieder
Mitglieder des Verbands sind folgende Gemeinden: 
- Duisburg, Düsseldorf (4 Teilgebiete), Erkrath, Essen, Haan, Heiligenhaus, Hilden, Langenfeld, Leichlingen, Mettmann, Monheim, Ratingen, Solingen, Velbert, Wuppertal und Wülfrath.
- der Landesbetrieb Straßenbau NRW und
- Eigentümer von gewerblichen bzw. industriellen Unternehmen mit relevantem Nutzen aus der Arbeit des Verbandes.

## Abwasserreinigung
Zur Reinigung des anfallenden Abwassers betreibt der BRW 22 Kläranlagen, die vom Verband als Klärwerke (KW) bezeichnet werden. Die Anlagen sind:
KW Heiligenhaus-Angertal, KW Haan-Gruiten, KW Hilden, Kläranlage Erkrath-Hochdahl, KW Erkrath-Neandertal, KW Hösel-Bahnhof, KW Hösel-Dickelsbach, KW Hubbelrath-Dorf, KW Hubbelrath-Sauerweg, KW Mettmann, KW Mettmann-Metzkausen, KW Mettmann-Obschwarzbach, KW Monheim, KW Solingen-Gräfrath, KW Solingen-Ohligs, KW Ratingen, KW Ratingen-Homberg-Süd, KW Ratingen-Breitscheid, Schöller, Velbert-Tönisheide, KW Wülfrath-Aprath, KW Wülfrath-Düssel
Aufgrund der Topographie sind 40 Abwasserpumpwerke erforderlich. Das zusammen mit dem Abwasser anfallende Regenwasser kann in den 102 Sonderbauwerken zur Regenwasserbehandlung zwischengespeichert werden. Über drei verbandseigene Überleitungssammler werden jährlich rund 4 Mio. m³ Abwasser in die Abwassernetze von Düsseldorf und Duisburg abgeleitet.